# كريستوفر فليتشير
كريستوفر فليتشير (10 ديسمبر 1957 - )  (بالإنجليزية: Christopher Fletcher)‏ هو لاعب كريكت بريطاني.